# King Arthur: Legend of the Sword
King Arthur: Legend of The Sword (bra: Rei Arthur: A Lenda da Espada; prt: Rei Artur: A Lenda da Espada) é um filme épico de aventura e fantasia australiano-britânico-americano de 2017, dirigido por Guy Ritchie e escrito por Joby Harold, Guy Ritchie e Lionel Wigram com base na história escrita por David Dobkin e Joby Harold. É estrelado por Charlie Hunnam, Àstrid Bergès-Frisbey, Djimon Hounsou, Aidan Gillen, Jude Law e Eric Bana.
O filme recebeu avaliações geralmente negativas de críticos e foi uma box office bomb, arrecadando apenas US$ 15,4 milhões. Na receita doméstica, o longa-metragem chegou aos US$ 39 milhões. Totalizou quase US$ 149 milhões mundialmente, ficando US$ 26 milhões abaixo do orçamento de US$ 175 milhões.
King Arthur: Legend of The Sword foi lançado em 12 de maio de 2017 nos Estados Unidos, estreando no dia anterior em Portugal. No Brasil, a estreia ocorreu em 18 de maio de 2017.

## Sinopse
Arthur (Charlie Hunnam) é um jovem das ruas que controla os becos de Londonium e desconhece sua predestinação até o momento em que entra em contato pela primeira vez com a Excalibur. Desafiado pela espada, ele precisa tomar difíceis decisões, enfrentar seus demônios e aprender a dominar o poder que possui para conseguir, enfim, unir seu povo e partir para a luta contra o tirano Vortigern, que destruiu sua família.

## Elenco
- Charlie Hunnam como Rei Arthur
- Àstrid Bergès-Frisbey como Guinevere
- Jude Law como Vortigern
- Eric Bana como Uther Pendragon
- Aidan Gillen como Bill
- Freddie Fox como Ed
- Djimon Hounsou como Bedivere
- Annabelle Wallis como Maid Maggie
- Kingsley Ben-Adir como Sir Tristão
- Katie McGrath como Elsa, esposa de Vortigern.
- David Beckham como Trigger